# Anurag Kashyap
Anurag Kashyap (en hindi, अनुराग कश्यप: Gorajpur, Uttar Pradesh; 10 de septiembre de 1972) es un director y guionista de cine indio. Es conocido sobre todo por la película de 2004, Black Friday, que relata la historia de los atentados de Bombay de 1993. Escribió un guion para la película Aqua (2005) de Deepa Mehta.
Asistió a la Universidad de Delhi con el propósito de obtener la licenciatura en Zoología. Trabajó como actor de la calle en la compañía teatral Jana Natya Manch. En 1993 fue animado por la película italiana Ladri di biciclette proyectado en el Festival Internacional de Cine de la India. Se mudó a Mumbai donde luchó para sobrevivir. El director Ram Gopal Varma le dio un trabajo como guionista en Satya (1998). Fue para este tiempo que desarrolló la película Paanch. Escribió guiones de Aqua (2005) y Yuva (2004) de Mani Ratnam. Debutó como director con Black Friday una película muy influyente de 2004. Fue nominada para el Leopardo de oro, premio a la mejor película en el Festival Internacional de Cine de Locarno. 
En 2009 se estrenó su adaptación contemporánea de Devdas, Dev D. 

## Vida personal

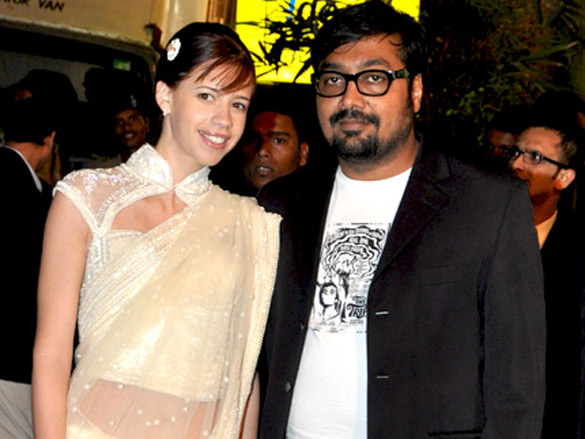
Kashyap, con su entonces esposa Kalki Koechlin en los Filmfare Awards 2009

Kashyap estuvo casado con Aarti Bajaj, con quien tiene una hija. Se divorciaron en 2009. Se casó en 2011 con la actriz Kalki Koechlin, a quien conoció durante el rodaje de Dev D, en su casa materna en Ooty. En 2013, Kashyap y Koechlin anunciaron su separación. En mayo de 2015 se divorciaron ante un juzgado de Mumbai, tras dos años de asesoramiento matrimonial sin éxito.

## Filmografía

### Director
- Paanch (2003, sin estreno)
- Black Friday (2004)
- No Smoking (2007)
- Return of Hanuman (2007)
- Dev D (2009)
- Gulaal (2009)
- That Girl in Yellow Boots (2010)
- Wasseypur (2011)

### Guionista
- Satya (1998)
- Kaun (1999)
- Shool (1999)
- Jung (2000)
- Nayak: The Real Hero (2001)
- Paanch (2003)
- Yuva (2004)
- Paisa Vasool (2004)
- Black Friday (2004)
- Deewaar (2004)
- Main Aisa Hi Hoon (2005)
- Aqua (2005)
- Mixed Doubles (2006)
- Shoonya (2006)
- Valley of Flowers (2006)
- Meridian Lines (2007)
- Honeymoon Travels Pvt. Ltd. (2007)
- No Smoking (2007)
- Hanuman Returns (2007)
- Dev D (2009)
- Gulaal (2009)

### Productor
- Udaan (2010)

### Actor
- Paanch (2000) Hombre de arriba.
- Black Friday (2004) Agente de ISI.
- No Smoking (2007) Hombre en ascensor en "Jabbhi cigarette jalti hai".
- Luck by Chance (2009) Escritor.
- Dev.D (2009) Cliente
- Gulaal (2009) Huésped
- I Am (2010) Pederasta
- Tera kya hoga johnny (2011)